# John Paul Hogan
John Paul Hogan (Lowes, 7 agosto 1919 – Wichita, 19 febbraio 2012) è stato un chimico statunitense.
Per i suoi lavori sulla catalisi vinse nel 1987 la medaglia Perkin insieme a Robert Banks.